# Edmund Lange
Edmund Lange (vollständiger Name Edmund Bernhard Lange, * 27. April 1855 in Altenburg; † 14. April 1932 in Berlin) war ein deutscher Klassischer Philologe, Historiker und Bibliothekar.

## Leben
Edmund Lange, der Sohn des Pädagogen und Pomologen Eduard Lange (1803–1868) und seiner Frau Antonie geb. Besser, besuchte das Friedrichgymnasium in Altenburg und studierte nach der Reifeprüfung (Ostern 1876) Klassische Philologie in Jena (Sommersemester 1876–Sommersemester 1877), München (Wintersemester 1877/78–Sommersemester 1878), Berlin (Wintersemester 1878/79) und Halle (Sommersemester 1879–Sommersemester 1880). In Halle wurde Lange am 25. Februar 1880 mit einer Dissertation über Ciceros Einschätzung der griechischen Literatur zum Dr. phil. promoviert; am 29. und 30. April 1881 bestand er die Lehramtsprüfung.
Vom 9. Juni 1881 bis zum 9. Juni 1882 absolvierte Lange das Probejahr am Gymnasium zu Greifswald, wo er anschließend als wissenschaftlicher Hilfslehrer verblieb. Gleichzeitig arbeitete er seit 1880 als Volontär und Hilfsarbeiter an der Universitätsbibliothek Greifswald. Am 1. April 1883 wechselte er an das Städtische Gymnasium in Fürstenwalde, am 1. April 1884 wechselte er nach Belgard an der Persante, 1885 nach Burgsteinfurt, 1887 nach Hamm. Er blieb während all dieser Jahre Hilfslehrer und erhielt keine Festanstellung. Zum 21. Oktober 1890 verließ Lange den preußischen Schuldienst und arbeitete zunächst als Redakteur der Zeitung Deutsche Warte in Berlin. 1892 kehrte er als Hilfsbibliothekar an die Universitätsbibliothek Greifswald zurück, wo er 1900 zum Bibliothekar ernannt wurde. Als er 1913 in den Ruhestand trat, wurde ihm der Rote Adlerorden 4. Klasse verliehen. Seinen Ruhestand verbrachte Lange in Berlin, wo er am 14. April 1932 im Alter von 76 Jahren starb.
Langes Forschungsarbeit galt sowohl der antiken Literatur und ihrer Tradition als auch der pommerschen Landesgeschichte. Er veröffentlichte Studien zu den griechischen Historikern Thukydides und Xenophon sowie eine Schulausgabe von Thukydides’ Beschreibung des Peloponnesischen Krieges (1895–1896). Sein bedeutendstes Werk ist Die Greifswalder Sammlung Vitae Pomeranorum (1898), in der er eine detaillierte Beschreibung des in der Universitätsbibliothek Greifswald verwahrten Bestandes von pommerschen Gelehrten und Schriftstellern lieferte.
Eduard Lange war seit 1899 mit Anna Mecklenburg, der Tochter des Wolgaster Arztes und Dichters Adalbert Mecklenburg (1829–1874), verheiratet. Sein Nachlass, in dem sich auch das hinterlassene Material seines Vaters Eduard Lange befindet, enthält Briefe, Tagebuch- und Notizbuchfragmente aus den Jahren 1822 bis 1932 und ist im Besitz der Bibliothek für Bildungsgeschichtliche Forschung.

## Schriften (Auswahl)
- Quid cum de ingenio et litteris tum de poetis Graecorum Cicero senserit. In: Dissertationes philologicae Halenses. Band 4 (1880), S. 219–290 (Dissertation)
- Kleon bei Thukydides. Köln 1886 (Schulprogramm, Burgsteinfurt) Digitalisat
- Die Ueberfüllung der Gymnasien und das Berechtigungswesen. Hamburg 1890 (Deutsche Zeit- und Streitfragen 5,67)
- Athen im Spiegel der aristophanischen Komödie. Hamburg 1894 (Sammlung wissenschaftlicher Vorträge 9)
- Thukydides in Auswahl. 5 Bände in 3 Teilen, Leipzig 1895–1896
- Die Arbeiten zu Thukydides seit 1890. Eine kritische Übersicht. Heft 1. Leipzig 1897
- Die Greifswalder Sammlung Vitae Pomeranorum. Greifswald 1898
- Xenophon. Sein Leben, seine Geistesart und seine Werke. Gütersloh 1900

Herausgeberschaft
- Paul Schütze: Theodor Storm. Sein Leben und seine Dichtung. 2., verbesserte und vermehrte Auflage, Berlin 1907. 3., verbesserte und vermehrte Auflage 1911. 4., verbesserte und beträchtlich vermehrte Auflage 1925